# Hergatz
Hergatz – miejscowość i gmina w południowych Niemczech, w kraju związkowym Bawaria, w rejencji Szwabia, w regionie Allgäu, w powiecie Lindau (Bodensee). Leży w Allgäu, około 15 km na północny wschód od Lindau (Bodensee), przy drodze B18, B32 i linii kolejowej Bregencja–Ulm; Lindau (Bodensee)–Kempten (Allgäu).

## Polityka
Wójtem gminy jest Uwe Giebl, 14 wszystkich radnych zrzeszonych jest w jednym ugrupowaniu.
|      | GLH/UBL | Razem |
| 2008 | 14      | 14    |